# Illois
Illois és un municipi francès situat al departament del Sena Marítim i a la regió de Normandia. L'any 2007 tenia 307 habitants.

## Demografia

### Població
El 2007 la població de fet d'Illois era de 307 persones. Hi havia 128 famílies de les quals 36 eren unipersonals (12 homes vivint sols i 24 dones vivint soles), 44 parelles sense fills, 44 parelles amb fills i 4 famílies monoparentals amb fills.
La població ha evolucionat segons el següent gràfic:
Habitants censats

### Habitatges
El 2007 hi havia 148 habitatges, 124 eren l'habitatge principal de la família, 14 eren segones residències i 10 estaven desocupats. 144 eren cases i 3 eren apartaments. Dels 124 habitatges principals, 98 estaven ocupats pels seus propietaris, 21 estaven llogats i ocupats pels llogaters i 5 estaven cedits a títol gratuït; 4 tenien dues cambres, 20 en tenien tres, 28 en tenien quatre i 72 en tenien cinc o més. 92 habitatges disposaven pel capbaix d'una plaça de pàrquing. A 55 habitatges hi havia un automòbil i a 49 n'hi havia dos o més.

### Piràmide de població
La piràmide de població per edats i sexe el 2009 era:
| Homes | Edats   | Dones |
| ----- | ------- | ----- |
| 0     | 95 o +  | 0     |
| 4     | 90 a 94 | 0     |
| 4     | 85 a 89 | 0     |
| 0     | 80 a 84 | 0     |
| 8     | 75 a 79 | 4     |
| 12    | 70 a 74 | 16    |
| 4     | 65 a 69 | 16    |
| 0     | 60 a 64 | 0     |
| 16    | 55 a 59 | 0     |
| 4     | 50 a 54 | 16    |
| 8     | 45 a 49 | 8     |
| 4     | 40 a 44 | 0     |
| 28    | 35 a 39 | 16    |
| 0     | 30 a 34 | 8     |
| 12    | 25 a 29 | 4     |
| 4     | 20 a 24 | 4     |
| 12    | 15 a 19 | 4     |
| 12    | 10 a 14 | 12    |
| 0     | 5 a 9   | 12    |
| 0     | 0 a 4   | 8     |

## Economia
El 2007 la població en edat de treballar era de 181 persones, 139 eren actives i 42 eren inactives. De les 139 persones actives 133 estaven ocupades (77 homes i 56 dones) i 6 estaven aturades (2 homes i 4 dones). De les 42 persones inactives 15 estaven jubilades, 14 estaven estudiant i 13 estaven classificades com a «altres inactius».

### Ingressos
El 2009 a Illois hi havia 127 unitats fiscals que integraven 334 persones, la mediana anual d'ingressos fiscals per persona era de 16.470 €.

### Activitats econòmiques
Dels 15 establiments que hi havia el 2007, 1 era d'una empresa extractiva, 1 d'una empresa alimentària, 4 d'empreses de construcció, 2 d'empreses de comerç i reparació d'automòbils, 1 d'una empresa de transport, 3 d'empreses d'hostatgeria i restauració, 2 d'empreses de serveis i 1 d'una empresa classificada com a «altres activitats de serveis».
Dels 5 establiments de servei als particulars que hi havia el 2009, 1 era un guixaire pintor, 1 lampisteria i 3 restaurants.
L'any 2000 a Illois hi havia 29 explotacions agrícoles que ocupaven un total de 1.932 hectàrees.

## Equipaments sanitaris i escolars
El 2009 hi havia una escola elemental integrada dins d'un grup escolar amb les comunes properes formant una escola dispersa.

## Poblacions més properes
El següent diagrama mostra les poblacions més properes.